# Episodi di No Offence (prima stagione)
La prima stagione della serie televisiva No Offence, formata da 8 episodi, è stata trasmessa in prima visione nel Regno Unito su Channel 4 dal 5 maggio al 23 giugno 2015.
In Italia, la stagione è andata in onda sul canale pay della piattaforma Sky Fox Crime dall'8 al 29 dicembre 2016.
| nº | Titolo originale | Titolo italiano           | Prima TV Regno Unito | Prima TV Italia  |
| -- | ---------------- | ------------------------- | -------------------- | ---------------- |
| 1  | Episode 1        | Caccia al rapitore        | 5 maggio 2015        | 8 dicembre 2016  |
| 2  | Episode 2        | Ipnosi                    | 12 maggio 2015       | 8 dicembre 2016  |
| 3  | Episode 3        | Scomodi segreti           | 19 maggio 2015       | 15 dicembre 2016 |
| 4  | Episode 4        | Traffico d'organi         | 26 maggio 2015       | 15 dicembre 2016 |
| 5  | Episode 5        | La trappola               | 2 giugno 2015        | 22 dicembre 2016 |
| 6  | Episode 6        | L'altro uomo              | 9 giugno 2015        | 22 dicembre 2016 |
| 7  | Episode 7        | Al di là di ogni sospetto | 16 giugno 2015       | 29 dicembre 2016 |
| 8  | Episode 8        | Sete di vendetta          | 23 giugno 2015       | 29 dicembre 2016 |